# Degenhorn
Degenhorn – szczyt w grupie Villgratner Berge, w Wysokich Taurach w Alpach Wschodnich. Leży w Austrii, w Tyrolu Wschodnim. Góra ma dwa szczyty: wyższy - Grosses Degenhorn (2946 m) i niższy Kleiner Degenhorn (2845 m). Na szczyt można wejść z doliny Winkeltal, z której prowadzi droga do jedynego schroniska w okolicy Volkzeiner Hütte. Leży na południu grupy Villgratner Berge. Podobnie jak z Hochgrabe z jego szczytu widać Dolomity i Wysokie Taury.